# Termopila
Una termopila è un sensore di temperatura composto da più termocoppie collegate in serie e aventi le rispettive giunzioni di riferimento e le giunzioni di misura poste alla stessa temperatura.
Una termopila formata da n termocoppie possiede ai suoi capi una differenza di potenziale n volte superiore alla singola termocoppia, aumentandone dunque la sensibilità, ma a causa dell'accresciuta area associata alle giunzioni di misura, la temperatura rilevata è in realtà una temperatura media. Per mezzo di tecniche di deposizione tipiche della microelettronica si possono realizzare delle termopile di dimensioni estremamente ridotte, dette microtermopile, che ovviano a questo inconveniente.